# Calerita
Calerita är en ort i Mexiko.   Den ligger i kommunen Teocaltiche och delstaten Jalisco, i den centrala delen av landet, 400 km nordväst om huvudstaden Mexico City. Calerita ligger 1 737 meter över havet och antalet invånare är 140.
Terrängen runt Calerita är huvudsakligen lite kuperad. Calerita ligger nere i en dal. Runt Calerita är det ganska glesbefolkat, med 42 invånare per kvadratkilometer. Närmaste större samhälle är Teocaltiche, 3,2 km söder om Calerita. Trakten runt Calerita består till största delen av jordbruksmark.